# Рага (аеропорт)
Аеропо́рт «Рага» — аеропорт у місті Рага, Південний Судан.

## Розташування
Аеропорт розташований у місті Рага, яке є центром округу Рага, штат Західний Бахр-ель-Газаль, Південний Судан. Поряд знаходиться державний кордон з Центральноафриканською республікою та Суданом. Аеропорт знаходиться у південно-західній частині міста. До центрального аеропорту країни Джуба 770 км.

## Опис
Аеропорт знаходиться на висоті 545 метрів (1 788 футів) над рівнем моря, і має одну ґрунтову злітно-посадочну смугу, довжина якої невідома.

## Авіакомпанії і напрямки
Аеропорт чартерні рейси.